# Monumento a las mujeres de Virginia
El Monumento a las Mujeres de Virginia es un monumento estatal que se encuentra en Richmond, Virginia, que conmemora las contribuciones de las mujeres de Virginia a la historia de la Commonwealth de Virginia y los Estados Unidos de América. Ubicado en los terrenos del Capitolio del Estado de Virginia, el monumento se titula oficialmente Voices from the Garden: The Virginia Women's Monument (Voces del Jardín: El Monumento a las Mujeres de Virginia) y consiste en estatuas de bronce de tamaño natural de once mujeres de Virginia colocadas en una pequeña plaza de granito.
El monumento se propuso por primera vez en 2009, y se decidió mediante resolución conjunta de la Asamblea General de Virginia en 2010. Una comisión de 18 miembros, junto con aportes de la Biblioteca de Virginia y profesores de historia de las mujeres, seleccionó a las mujeres que serían homenajeadas con estatuas esculpidas por el StudioEIS en Brooklyn, Nueva York. La plaza de granito y el Muro de Honor se inauguraron en octubre de 2018 y el monumento se inauguró oficialmente con las primeras siete estatuas terminadas el 14 de octubre de 2019.
Las siete mujeres eran Cockacoeske, cacique de la tribu Pamunkey; Anne Burras Laydon, colona de Jamestown; Mary Draper Ingles,  pionera estadounidense; Elizabeth Keckley, costurera y confidente de Mary Todd Lincoln; Laura Copenhaver, emprendedora; Virginia Randolph, destacada educadora; y Adele Goodman Clark, sufragista y activista.
En mayo de 2022, estatuas adicionales de Sarah Garland Boyd Jones, médica; Maggie L. Walker, empresaria y docente; Clementina Rind, la primera imprenta y editora de periódicos en Virginia; y Martha Washington, primera dama inaugural de los Estados Unidos se añadieron al monumento. 

## Historia

### Propuesta
La idea del monumento surgió en 2009 de Em Bowles Locker Alsop, una escritora que previamente había sido actriz deRichmond (Virginia) que fue considerada para el papel de Scarlett O'Hara en la película de 1939 Lo que el viento se llevó.  Alsop presionó a su senador estatal, Walter Stosch, que presentó la Resolución Conjunta del Senado No. 11 en la sesión de 2010 de la Asamblea General de Virginia.  La resolución conjunta, que creó la Comisión del Monumento a las Mujeres de Virginia, fue aprobada por unanimidad tanto en la Cámara de Delegados de Virginia como en el Senado de Virginia Alsop murió en 2015, a la edad de 98 años, tres años antes de que el monumento se abriera al público por primera vez.

La Resolución Conjunta del Senado Nº 11 señala lo siguiente:
CONSIDERANDO QUE, a lo largo de los siglos, las mujeres han sido fundamentales para la perpetuación de la sociedad y las mujeres de todas las nacionalidades y razas han dejado una huella indeleble a través de sus innumerables contribuciones, logros y realizaciones que han beneficiado a la humanidad; y

 CONSIDERANDO QUE, desde la fundación de la Commonwealth, el genio y la creatividad de las mujeres y su presencia y contribuciones han sido evidentes en cada aspecto de la historia de Virginia y la vida de la gente de la Commonwealth; sin embargo, han recibido poco aprecio, reconocimiento o reconocimiento oficial...

 RESUELVE el Senado, con el voto favorable de la Cámara de Delegados, que se establezca una comisión conmemorativa para honrar las contribuciones de las mujeres de Virginia con un monumento en los terrenos de Capitol Square.
La resolución establecía que la Comisión del Monumento a las Mujeres de Virginia estaría compuesta por 19 miembros: el Gobernador, el presidente del Comité de Reglas del Senado, el presidente de la Cámara de Delegados, representantes del Senado y la Cámara de Representantes, el Secretario de la Cámara de Representantes y ocho miembros del público en general. La resolución también estableció que el monumento se construiría con fondos privados.

## Diseño
El monumento debía tener un total de 12 estatuas, elegidas de cada región del estado y que representarían los diversos logros de las mujeres a lo largo de los primeros 400 años de la historia de Virginia. En el centro de la plaza se encuentra un pedestal de granito coronado por un reloj de sol de bronce grabado con los nombres de varias localidades de Virginia. Dos bancos bordean los costados de la plaza ovalada, junto con una serie de paneles de vidrio templado, llamados el Muro de Honor, con los nombres de más de otras 200 mujeres importantes de la historia de Virginia.

Cuando se instalaron las estatuas de Sarah Garland Boyd Jones y Maggie L. Walker en 2022, la prensa mencíonó un total de 11 figuras. En el plan original se incluía a Sally Louisa Tompkins, administradora del hospital de Richmond y capitana del ejército confederado, pero finalmente no fue incluida en el diseño final.

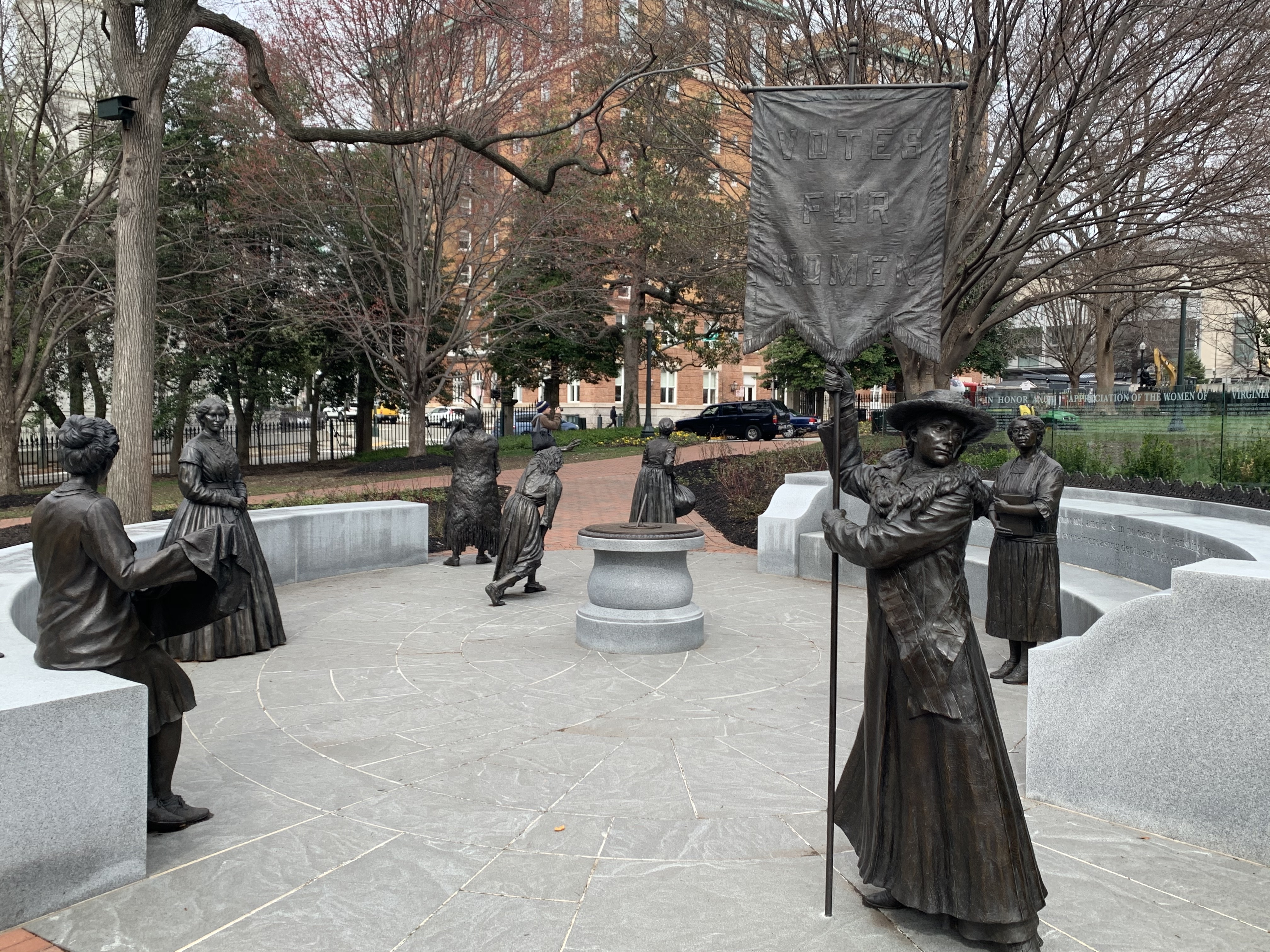
Plano inicial del Monumento a las Mujeres de Virginia.
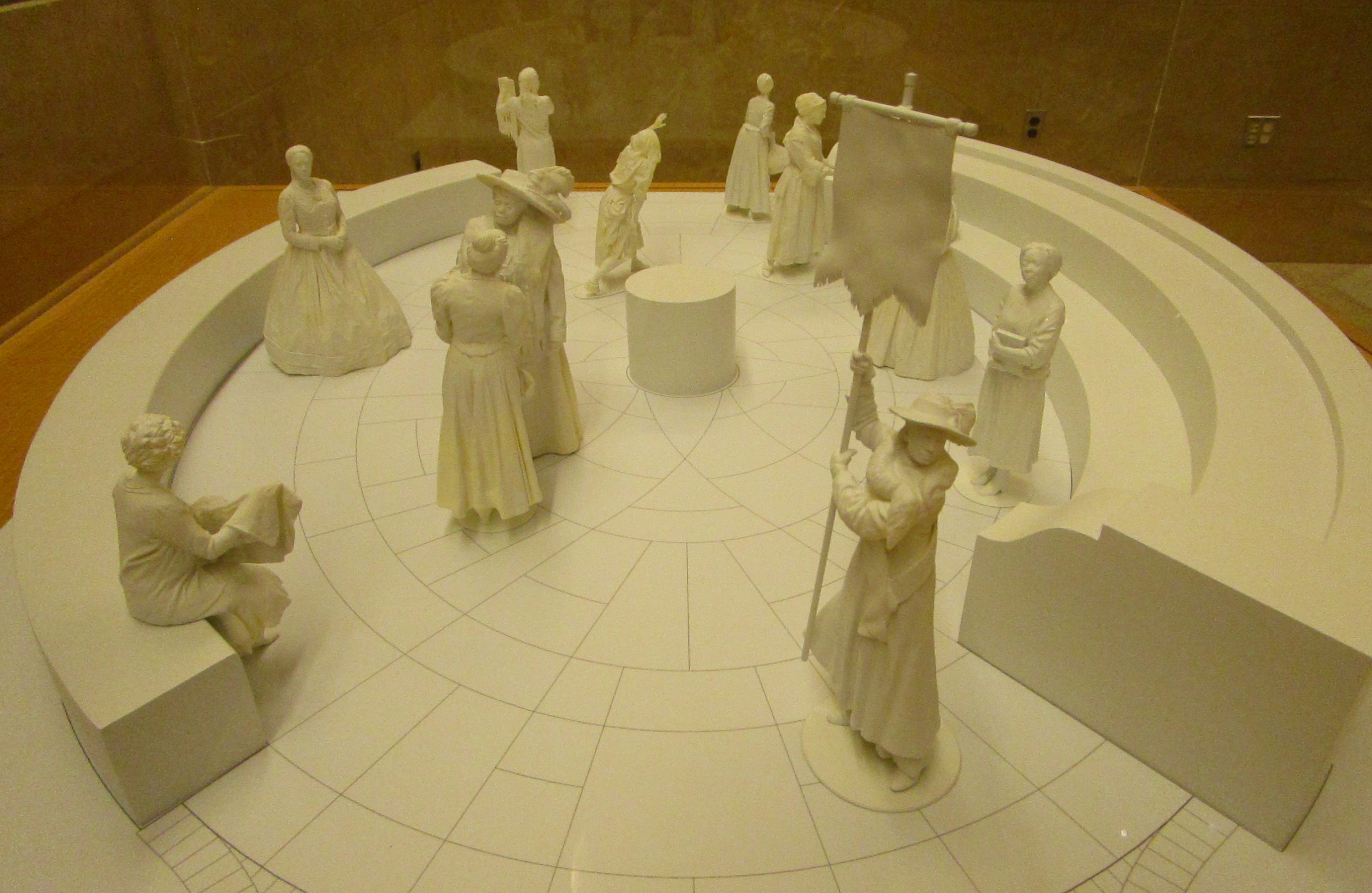
Maqueta del monumento terminado
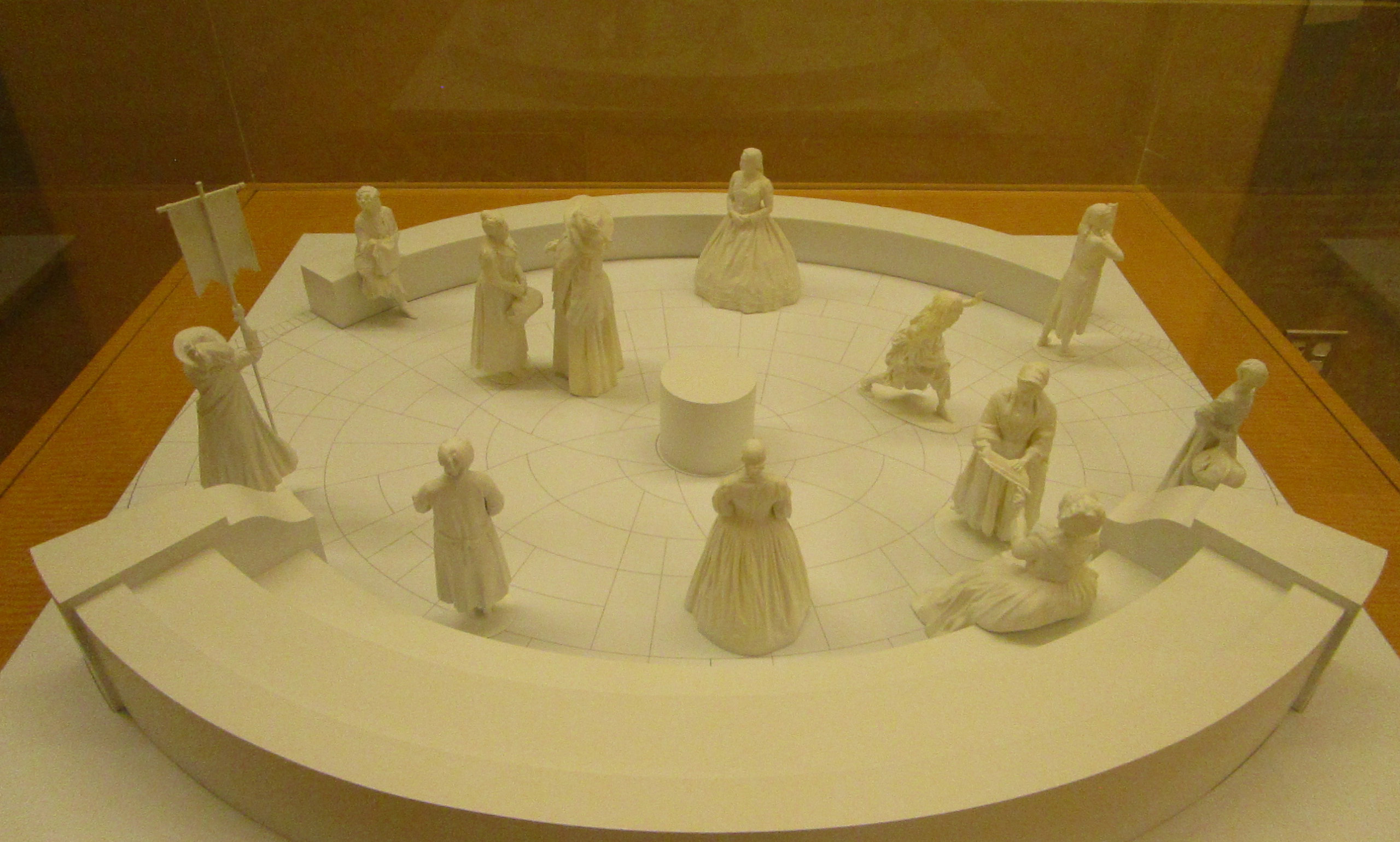
Maqueta del monumento terminado

## Estatuas

### Monumento actual
| Honoree                  | Picture | Lived                       | Region           | Description                               |
| ------------------------ | ------- | --------------------------- | ---------------- | ----------------------------------------- |
| Anne Burras Laydon       |         | before c. 1594 – after 1625 | Jamestown        | Colonist                                  |
| Cockacoeske              |         | fl. 1656–1686               | Middle Peninsula | Pamunkey chief                            |
| Mary Draper Ingles       |         | 1732–1815                   | New River Valley | Frontierswoman                            |
| Martha Washington        |         | 1731—1802                   | Chestnut Grove   | inaugural first lady of the United States |
| Clementina Rind          |         | 1740–1774                   | Williamsburg     | newspaper printer and publisher           |
| Elizabeth Keckley        |         | 1818–1907                   | Dinwiddie County | Seamstress and author                     |
| Maggie L. Walker         |         | 1864–1934                   | Richmond         | businesswoman and teacher                 |
| Sarah Garland Boyd Jones |         | 1866–1905                   | Richmond         | physician                                 |
| Laura E. Copenhaver      |         | 1868–1940                   | Smyth County     | Entrepreneur and Lutheran lay leader      |
| Virginia E. Randolph     |         | 1870–1958                   | Henrico County   | Educator                                  |
| Adèle Clark              |         | 1882–1983                   | Richmond         | Suffragist and artist                     |

## Muro de Honor
Otras 230 mujeres figuran en el Muro de Honor del Monumento; se han solicitado más nominaciones.

### Lista de mujeres reconocidas
- Em Bowles Locker Alsop
- Pocahontas (Matoaka)
- Pauline Adams
- Mollie Adams
- Lucy Addison
- Mary Aggie
- Ella Graham Agnew
- Mary C. Alexander
- Sharifa Alkhateeb
- Susie M. Ames
- Eleanor Copenhaver Anderson
- V. C. Andrews
- Orie Moon Andrews
- Ann (Pamunkey chief)
- Grace Arents
- Nancy Astor
- Addie D. Atkinson
- Anne Bailey
- Odessa Pittard Bailey
- Mary Julia Baldwin
- Lucy Barbour
- Hazel K. Barger
- Janie Porter Barrett
- Kate Waller Barrett
- M. Majella Berg
- Frances Berkeley
- Ann Bignall
- Aline E. Black
- Mary Blackford
- Catherine Blaikley
- Florence A. Blanchfield
- Anna Bland
- Cynthia Boatwright
- Elisabeth S. Bocock
- Anna W. Bodeker
- Carrie J. Bolden
- Mary Marshall Bolling
- Matilda M. Booker
- Gladys Boone
- Dorothy Rouse Bottom
- Geline MacDonald Bowman
- Mary Richards Bowser
- Rosa D. Bowser
- Belle Boyd
- Sarah Patton Boyle
- Mildred Bradshaw
- Lucy Goode Brooks
- Belle S. Bryan
- Mary E. Brydon
- Annabel Morris Buchanan
- Dorothea D. Buck
- Pattie Buford
- Evelyn T. Butts
- Mary Willing Byrd
- Sadie Heath Cabaniss
- Mary Virginia Ellet Cabell
- Willie Walker Caldwell
- Edith Lindeman Calisch
- Christiana Campbell
- Elizabeth Pfohl Campbell
- Eliza J. Carrington
- Maybelle Carter
- Sara Carter
- Virginia Cary
- Ruth Harvey Charity
- Jean Outland Chrysler
- Patsy Cline
- Matty L. Cocke
- Sarah Johnson Cocke
- Naomi Silverman Cohn
- Cynthia B. T. Coleman
- Edna M. Colson
- Esther I. Cooper
- Hannah Lee Corbin
- Ann Cotton
- Lucy Ann Cox
- Daphne Dailey
- Margaret Dashiell
- Jo Ann Davis
- Grace E. Davis
- Jennie Dean
- Helen Dewar
- Emily W. Dinwiddie
- Claudia Lane Dodson
- Bertha L. Douglass
- M. Estelle Eley
- Virginia Randolph Ellett
- Margaret Erskine
- Lettie Pate Whitehead Evans
- Sarah Lee Fain
- Lillie Fearnow
- Rachel Findlay
- Edith Fitzgerald
- Ella Fitzgerald
- Eve D. Fout
- Ethel Bailey Furman
- Elizabeth Furness
- Mary Jeffery Galt
- Charlotte C. Giesen
- Ellen Glasgow
- Meta Glass
- Thelma Young Gordon
- Nancy Hale
- India Hamilton
- Dorothy Hamm
- Marion Harland
- Laura Jane Harper
- Jean Harris
- Orie Latham Hatcher
- Della I. Hayden
- Mary Rice Hayes-Allen
- Sally Hemings
- Rachel Henderlite
- Helen T. Henderson
- Susanne Hirt
- Anne Makemie Holden
- Judith Hope
- Grace Hopper
- Nora Houston
- Mary W. Jackson
- Annabella R. Jenkins
- Kate Jeter
- Florence Jodzies
- Barbara Johns
- Julia Johns
- Mary Johnston
- Mary Johnston-Brittain
- Georgeanna Jones
- Thomasina E. Jordan
- Ona Judge
- May L. Keller
- Emma V. Kelley
- Christine Herter Kendall
- Lucille Chaffin Kent
- Elizabeth Key
- Ellen G. Kidd
- Alice Kyle
- Henrietta Lacks
- Anna Maria Lane
- Orra Henderson Moore Gray Langhorne
- Irene Leache
- Edna Lewis
- Elizabeth D. Lewis
- Matilda Lindsay
- Judith Lomax
- Rebecca Lovenstein
- Louise O'Connor Lucas
- Mary Tyler Cheek McClenahan
- Dorothy S. McDiarmid
- Sarah Madden
- Dolley Madison
- Pauline F. Maloney
- Miriam D. Mann
- Bessie N. Marshall
- Lucy Randolph Mason
- Vivian Carter Mason
- Amaza Lee Meredith
- Alice duPont Mills
- Jane Minor
- Nannie J. Minor
- Lottie Moon
- Undine Smith Moore
- Georgia Weston Morgan
- Irene Morgan
- Mary-Cooke Branch Munford
- Elizabeth Nottingham
- Opossunoquonuske
- Elizabeth L. Otey
- Mary Morton Parsons
- Nina K. Peace
- Mary Peake
- Rebekah Peterkin
- Marian Poe
- Theresa Pollak
- Amelia E. P. Pride
- Orleana Puckett
- Caroline F. Putnam
- Mary Randolph
- Jessie M. Rattley
- Eudora Ramsay Richardson
- Isabel Rogers
- Wané Roonseraw
- Dorothy Roy
- Elizabeth Russell
- Nellie Pratt Russell
- Marion duPont Scott
- Mary Wingfield Scott
- Eleanor P. Sheppard
- Grace Sherwood
- Catherine Filene Shouse
- Henrietta Shuck
- Jean Skipwith
- Isabel Dodge Sloane
- Louise J. Smith
- Anne Spencer
- Elizabeth Allen Smith
- Annie Snyder
- Ora B. Stokes
- Kathryn H. Stone
- Queena Stovall
- Mary C. Stowers
- Alice Jackson Stuart
- Kate Peters Sturgill
- Evelyn Reid Syphax
- Elizabeth N. Tompkins
- Amélie Rives Troubetzkoy
- Lucile Barrow Turner
- Lila Meade Valentine
- Elizabeth Van Lew
- Mary B. Wade
- Mabel Lee Walton
- Melissa Warfield
- Laura Martin Wheelwright
- Edith Bolling Wilson
- Jean Wood
- Helen Wood
- Temperance Flowerdew Yeardley
- Martha Anne Woodrum Zillhardt